# Garantia fidejussória
Garantia fidejussória, também chamada  garantia pessoal, expressa a obrigação que alguém assume, ao garantir o cumprimento de obrigação alheia - caso o devedor não o faça. Ex.: fiança, aval, caução, etc. "Fidejussório", vem do latim fidejussorius - de fidejubere, que significa 'fiança' ou 'caução pessoal'.
As garantias se distinguem em dois grandes grupos: reais e fidejussórias.
- garantias reais - aquelas em que o cumprimento de determinada obrigação é garantido por meio de um bem móvel (ex: penhor), imóvel (ex: hipoteca) ou anticrese;

- garantias fidejussórias são aquelas prestadas por pessoas, e não por bens. No caso de descumprimento de determinada obrigação, a satisfação do débito será garantida por uma terceira pessoa, que não o devedor. As modalidades de garantia pessoal são o aval e a fiança.

Garantia fidejussória é portanto uma garantia pessoal, uma fiança dada por alguém, que se compromete pessoalmente a cumprir as obrigações contraídas num contrato. Logo, tem sentido distinto da garantia real, na qual um bem é dado como caução.
Observe-se que não é correta a expressão 'fiança fidejussória'. Trata-se de um pleonasmo, pois tanto 'fiança' como 'fidejussória' têm o mesmo radical, fides, que indica fé, fiel, lealdade, confiança, etc. A expressão correta é 'garantia fidejussória' ou 'caução fidejussório'.